# Donghan
Donghan (kinesiska: 东瀚) är en köping i sydöstra Kina. Den ligger i Fuqing i staden Fuzhou i provinsen Fujian, omkring 78 kilometer sydost om provinshuvudstaden Fuzhou. Antalet invånare är 30 583. Befolkningen består av 15 770 kvinnor och 14 813 män. Barn under 15 år utgör 17,0 %, vuxna 15-64 år 71 %, och äldre över 65 år 11,0 %.